# Андреев, Вадим Константинович
Вадим Константинович Андреев (28 января 1927, ст. Новая Покровка, Воронежская губерния — 1 августа 2020, Москва) — советский военный деятель, генерал-полковник авиации (7 мая 1980). Заслуженный военный лётчик СССР (13 августа 1976).

## Биография
Родился 28 января 1927 года. Сын военнослужащего. Русский. Учился в средней школе. В 1941 году поступил в Воронежскую спецшколу ВВС, которую окончил в 1944 году.
С июня 1944 года — на службе в Красной Армии. Направлен на учёбу 4-ю военно-авиационную школу первоначального обучения лётчиком в городе Чебоксары, окончил её в 1945 году. Для продолжения обучения направлен в Чугуевское авиационное училище лётчиков-истребителей, в том же году переведён в Сталинградскую военно-авиационную школу пилотов, а оттуда — в Одесское военное училище лётчиков истребительной авиации ПВО (в 1947 году переименовано в Фрунзенское военное училище лётчиков), которое окончил в 1948 году. С 1948 года служил в истребительном авиационном полку Дальневосточном военном округе: лётчик, старший лётчик, заместитель командира эскадрильи по политической части.
В 1958 году окончил Ленинградскую Краснознаменную военно-воздушную академию имени А. Ф. Можайского с отличием. С 1958 года служил помощником командира авиационного полка по огневой и тактической подготовке, заместителем командира авиационного полка по лётной подготовке, старшим штурманом авиационного полка на территории Китайской Народной Республики и в Одесском военном округе. С 1965 года — командир истребительного авиационного полка, с 1966 — заместитель командира истребительной авиационной дивизии, с 1967 года — командир 126-й истребительной авиационной дивизии (16-я воздушная армия, Группа советских войск в Германии). С 1970 года — заместитель командующего ВВС Туркестанского военного округа по боевой подготовке и вузам, тогда же ему было присвоено воинское звание генерал-майор авиации (29.04.1970).
С 1971 года — первый заместитель командующего 23-й воздушной армии в Забайкалье. С августа 1973 года — командующий 73-й воздушной армией Среднеазиатского военного округа. Тогда же, в 1975 году, окончил Высшие академические курсы при Военной академии Генерального штаба Вооружённых сил СССР имени К. Е. Ворошилова. Генерал-лейтенант авиации (24.04.1975).
С июля 1976 года — командующий ВВС Московского военного округа. С 1983 года — генерал-инспектор ВВС Главной инспекции Министерства обороны СССР. С сентября 1986 по март 1991 года — заместитель по ВВС Главнокомандующего Объединёнными Вооруженными силами государств — участников Варшавского Договора. С сентября 1991 года — в запасе по возрасту. За время службы освоил более 30 типов самолётов.
Член КПСС. Депутат Верховного Совета Казахской ССР.
Активно занимался общественной деятельностью: председатель Совета ветеранов ВВС Московского военного округа, член Совета клуба заслуженных военных лётчиков, штурманов и лётчиков-испытателей, член Клуба военачальников России, почётный член Общества авиаторов Германских вооруженных сил, председатель Совета ветеранов фронтовой авиации ВВС.
Скончался 1 августа 2020 года. Похоронен на Федеральном военном мемориальном кладбище.

## Награды
- Орден Дружбы (Российская Федерация, 28 апреля 1995)[6]
- Орден Октябрьской Революции
- Два Ордена Красного Знамени
- Ордена «За службу Родине в Вооружённых Силах СССР» 2-й и 3-й степеней
- Медаль «За боевые заслуги»
- Медаль «За отличие в охране государственной границы СССР»
- Медаль «В ознаменование 100-летия со дня рождения Владимира Ильича Ленина»
- Медаль «За победу над Германией в Великой Отечественной войне 1941—1945 гг.»
- Юбилейная медаль «Двадцать лет Победы в Великой Отечественной войне 1941—1945 гг.»
- Юбилейная медаль «Тридцать лет Победы в Великой Отечественной войне 1941—1945 гг.»
- Юбилейная медаль «Сорок лет Победы в Великой Отечественной войне 1941—1945 гг.»
- Медаль «Ветеран Вооружённых Сил СССР»
- Медаль «За укрепление боевого содружества»
- Юбилейная медаль «30 лет Советской Армии и Флота»
- Юбилейная медаль «40 лет Вооружённых Сил СССР»
- Юбилейная медаль «50 лет Вооружённых Сил СССР»
- Юбилейная медаль «60 лет Вооружённых Сил СССР»
- Юбилейная медаль «70 лет Вооружённых Сил СССР»
- Медаль «За безупречную службу» 1-й степени
- Почётное звание «Заслуженный военный лётчик СССР» (13 августа 1976)
- Премия Правительства Российской Федерации за значительный вклад в развитие Военно-воздушных сил (17 декабря 2012) — за организацию и руководство строительством и развитием Военно-воздушных сил на соответствующих командных должностях[7]

награды иностранных государств
- Орден «9 сентября 1944 года» 3-й степени с мечами (Народная Республика Болгария, 22.01.1985)
- Медали «За укрепление дружбы по оружию» I (1970) и II (23.04.1985) степеней (ЧССР)
- Медаль «За укрепление братства по оружию» (Болгария, 28.04.1990)
- Медаль «Братство по оружию» (Польша, 12.10.1988)
- Медаль «За боевое содружество» I степени (Венгрия, 20.06.1980)
- Медаль «Китайско-советская дружба» (Китайская Народная Республика)
- Медаль «20-я годовщина Революционных Вооружённых сил Кубы» (Куба, 1976)
- Медаль «30-я годовщина Революционных Вооружённых сил Кубы» (Куба, 24.11.1986)